# 루이 판 할
알로이시위스 파울뤼스 마리아 "루이" 판 할(네덜란드어: Aloysius Paulus Maria "Louis" van Gaal, OON, 1951년 8월 8일 ~ )은 네덜란드의 축구 선수 출신 축구 감독이다. 판 할은 선수 시절, 로열 앤트워프 FC, 텔스타, 스파르타 로테르담, AZ 알크마르에서 미드필더로 활약하였었다.
판 할은 그 외에도 경쟁력을 갖춘 체육 교사로, 반프로 선수 시절 고등학교에서 근무한 적이 있다.
AZ 알크마르에서 단기간 감독을 맡은 뒤, 핀 할은 AFC 아약스에서 레오 베인하커르의 수석 코치로 있었으며, 1991년에 감독으로 부임하였다. 그의 지도 하에, 아약스는 에레디비시를 3차례 우승하였고, UEFA 컵과 UEFA 챔피언스리그 우승을 하였다. 판 할은 1997년에 FC 바르셀로나의 사령탑에 올라 라 리가를 2번 우승하고 코파 델 레이를 1번 우승하였다. 바르셀로나 보드진과의 갈등 이후, 그는 네덜란드 축구 국가대표팀 감독이 되었으나 2002년 FIFA 월드컵 본선 진출에 실패하였다. 그는 이후 FC 바르셀로나로 돌아가 1년을 부임하고, 2005년에 AZ 알크마르의 감독이 되었다. 2008-09 시즌의 에레디비시 우승 후, 2009년 7월 1일에 FC 바이에른 뮌헨의 감독으로 취임하였다. 그의 바이에른 뮌헨에서의 첫 시즌, 그는 분데스리가와 DFB-포칼을 우승하였고, UEFA 챔피언스리그 결승에 올랐다.
그는 감독으로써 슬로우 스타터로, 선수들이 그의 전술을 이해고 적응하기 위해 약간의 시간을 필요로 한다. 보통, 그의 팀은 일반적으로 2번째나 3번째 시즌으로 넘어가면서 좋은 성적을 내기 시작하지만, 그 예외인 FC 바이에른 뮌헨의 첫 시즌 (2009-10)에는 분데스리가 우승과 DFB-포칼 우승, UEFA 챔피언스리그 준우승을 경험하였다.
판 할은 감독직을 맡으면서, 언론과 언쟁을 자주 붙었다. 그는 언론과 직설적으로 맞붙으며, '바보같은' 질문들에 답한다고 생각하고 있다.

## 선수 경력
젊은 시절, 루이 판 할은 암스테르담의 아마추어 클럽인 RKSV 더 메어에서 축구를 시작하였다. 그가 20세가 되었을 때, 그는 AFC 아약스의 2군에 합류하였으나, 요한 크라위프나 요한 네이스컨스 포지션이 같은 유능한 선수들로 인해 1군으로 승격하지는 못하였다. 그는 로열 앤트워프 FC에서 몇 경기 출장한 뒤, 그는 네덜란드로 돌아가 미르체아 페테스쿠 감독의 도움으로, 에레디비시의 텔스타에 입단하였다. 판 할은 이후 페테스쿠 감독을 따라 스파르타 로테르담으로 따라 이적하였다. 판 할은 1987년에 AZ 알크마르의 선수가 되었다

## 코치 경력
1986년에 AZ 알크마르에서 수석 코치가 되었고 짧은 시간을 보낸 후, AFC 아약스로 돌아가 레오 베인하커르의 수석 코치가 되었다. 1991년에 베인하커르가 떠나자, 판 할은 아약스의 감독이 되었다.

## 감독 경력

### AFC 아약스 (1991-1997)
1991년부터 1997년까지, 판 할은 AFC 아약스의 감독으로 큰 성공을 거두었다. 판 할 감독의 지휘 하에, 아약스는 3차례 에레디비시 우승을 거두었고 (1993-94, 1994-95, 1995-96), 1994-95 시즌에는 리그와 UEFA 챔피언스리그에서 모두 무패 우승을 거두었다. 그는 아약스를 이끌고 1992-93 시즌에 KNVB 컵 우승을, 1993년, 1994년, 1995년에는 요한 크라위프 샬을 획득하였다. 유럽대항전에서, 아약스는 1991-92 시즌에 UEFA 컵 우승을 거두었고, UEFA 챔피언스리그 1994-95 결승에서 AC 밀란을 이기고 우승하였다. 이후, 1995년 여름에는 레알 사라고사와의 UEFA 슈퍼컵에서 합계 5-1의 승리를 거두며 트로피를 획득하였다. 1995년 말, 아약스는 브라질의 그레미우를 승부차기 끝에 제압하며 UEFA 인터토토컵 우승을 거두었다. 아약스는 UEFA 챔피언스리그 1995-96 결승전에도 올랐으나 유벤투스 FC와의 결승전에서 승부차기 끝에 패하여 준우승에 머물렀다.
아약스는 1990년대에 판 할의 리더쉽 하에 성공을 거두었으며, 네덜란드 축구 국가대표팀은 파트릭 클라위버르트, 마르크 오버르마르스, 데니스 베르흐캄프, 프랑크 더 부르, 로날트 더 부르, 엣하르 다비츠, 클라렌서 세이도르프, 빈스톤 보하르더, 미하얼 레이지허르, 에드빈 판데르사르의 아약스 선수들이 주축을 이루었다.
1997년, 계약 만료 후, 판 할은 오라녜-나소 훈장을 수여받았다.

### FC 바르셀로나 (1997-2000)
1997년, 그는 FC 바르셀로나로 이적하였고, 보비 롭슨의 사령탑 자리를 물려받아 두 차례 라 리가 우승 (1997-98, 1998-99) 과 한 차례 코파 델 레이 (1997-98) 우승을 하였다. 그는 성공에도 불구하고, 언론과 자주 충돌하였고 비난의 대상이 되었다. 판 할은 문화적 차이로 인해 FC 바르셀로나에서 자신의 축구 철학을 펼치기 어려우며, 일부 선수들이 그를 따르지 않아 애로사항이 많다고 불만을 표출하였다. 그의 반대파로 히바우두가 있었다. 판 할은 히바우두를 왼쪽 윙어로 기용하려 하였지만, 히바우두는 중앙 미드필더로 기용되기를 원하였고, 결국 판 할은 히바우두를 스쿼드에서 제외시켰다.
판 할은 2000년 5월 20일, 바르셀로나의 감독직에서 사임하였고, 사표에는 다음의 내용을 보였다: "언론 친구들이여, 나는 떠난다. 축하한다." ("Amigos de la prensa. Yo me voy. Felicidades.") 라고 하였다. 그는 네덜란드로 돌아가 2002년 FIFA 월드컵 예선을 앞둔 네덜란드 축구 국가대표팀 감독이 되었다.

### 네덜란드 축구 국가대표팀, FC 바르셀로나 복귀 (2002-2003)
네덜란드 축구 국가대표팀은 2002년 FIFA 월드컵 본선 진출에 실패하였고, 결국 2002년 1월 31일에 감독직에서 사임하였고, 딕 아드보카트가 그의 자리를 대신하였다. 그 후, 언론들은 알렉스 퍼거슨의 뒤를 이어 맨체스터 유나이티드 FC의 차기 감독이 될 수 있다고 점쳤다. 판 할이 언급한 바에 의하면 퍼거슨은 은퇴를 하지 않을 것이어서 맨체스터 유나이티드의 감독직을 맡지 않을 것이라고 하였다. 그는 FC 바르셀로나의 사령탑에 복직하였지만, 시즌 중반에 하차하였고, 그의 자리는 라도미르 안티치가 대신하였다.

### 아약스 복귀 (2004)
2004년, 그는 AFC 아약스의 기술 고문으로 복귀하였지만, 내부 분열로 연말에 사임하였다.

### AZ 알크마르 (2005-2009)

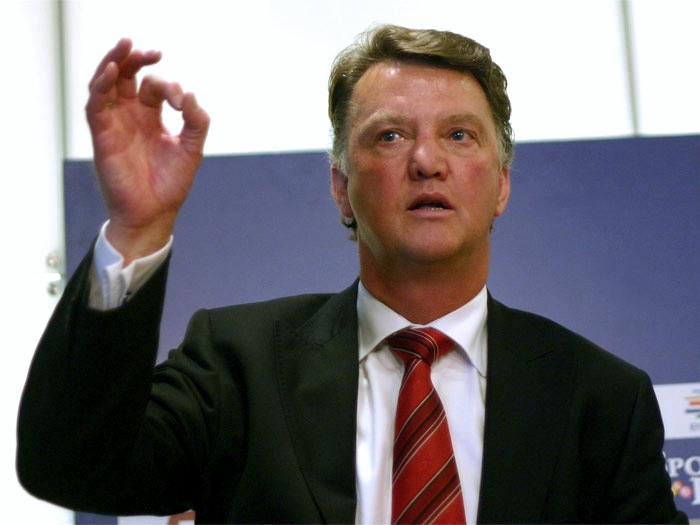
AZ 알크마르의 판 할

2005년 1월, AZ 알크마르는 판 할이 코 아드리안서를 대신하여 2005년 7월 1일에 새 감독으로 취임할 것이라고 발표하였다. AZ 알크마르는 2006-07 시즌을 우승팀 PSV 에인트호번과 준우승팀 AFC 아약스와 3점차의 3위로 마감하였다. 판 할은 또한 2006-07 KNVB 컵에서도 준우승을 거두었는데, AFC 아약스에 합계 2-4로 패하여 UEFA 챔피언스리그 진출이 좌절되었다.
루이 판 할은 형편없는 성적으로 2007-08 시즌 종료 후 알크마르를 떠날것이라고 처음에 선언하였다. 그러나, 알크마르의 일부 선수들은 판 할의 잔류를 원하였고, 결국 판 할 감독은 2008-09 시즌에도 알크마르에 남을 것이라고 마음을 바꾸었다.
2008-09 시즌은 에레디비시 첫 두 경기를 NAC 브레다에 1-2로, ADO 덴하흐에 0-3으로 패하며 거칠게 시작하였다. 그러나 AZ는 이후 4월 18일까지 단 한경기도 패하지 않았고, FC 트벤터와 AFC 아약스를 앞지르며 리그 선두를 달렸다. AZ는 이 시즌 최소 실점과, 2위의 득점력 (1위는 AFC 아약스) 을 기록하였고, 이 기록은 2008-09 시즌의 득점왕 무니르 엘 함다우이와 브라질인 아리 투톱의 공이 컸다. 2009년 4월 19일, AZ는 피테서와의 뜻밖의 패배로 28경기 무패행진이 끝났지만, 그 다음날 리그 우승을 확정지었다. 같은 날, AFC 아약스는 PSV 에인트호번을 꺾고 우승에 대한 희망의 불씨를 살릴 수 있었으나 2-6으로 패하며 허무하게 끝났다.

### FC 바이에른 뮌헨 (2009-2011)
2009년 7월 1일, 판 할은 FC 바이에른 뮌헨의 신임 감독이 되었다. 판 할은 그의 통역가에게 "꿈의 클럽"에 입단하였다고 하였다. 그는 뮌헨에서의 첫 4경기 중 1경기만 승리하며 혹독한 신고식을 치루었고, 11월로 넘어가자, 클럽은 FC 지롱댕 드 보르도와의 경기에서 홈과 원정 모두 패하며 UEFA 챔피언스리그 조기 탈락의 위기에 처했었다. 바이어 04 레버쿠젠이 분데스리가의 선두를 점거하였고, 언론들은 전임이었던 위르겐 클린스만이 뮌헨의 감독으로 지낸 기간보다 더 짧은 기간안에 판 할이 경질될 것이라고 점쳤다. 그러나, 팀이 다시 페이스를 찾으면서 불길한 예상은 빗나갔고, 판 할이 다시 한번 슬로 스타터였음을 입증하였다. 2009년 8월 28일, 판 할은 아르연 로번을 레알 마드리드 CF로부터 보강을 위해 영입하였고, 로번은 네덜란드 U-20팀 이래 처음으로 판 할과 재회하였다. 2007-08 시즌, 분데스리가와 DFB-포칼의 우승 주역이었으나, 마리오 고메즈의 영입과 부상으로 인한 기량 저하로 인해 이탈리아인 스트라이커, 루카 토니는 AS 로마로 이적하였다. 바이에른 뮌헨은 UEFA 챔피언스리그의 유벤투스 FC의 원정경기에서 4-1 승리를 거두며, FC 지롱댕 드 보르도의 뒤를 이어 2위가 되어 극적으로 16강에 진출하였고, 전세가 역전되었다. 바이에른 뮌헨은 DFB-포칼 4강 진출에 성공하는 와중에 2010년 3월, 바이어 04 레버쿠젠이 반시즌이 넘도록 지키고 있던 분데스리가 선두를 가져갔다. 2010년 3월 24일, 뮌헨은 FC 샬케 04를 상대로 포칼 준결승을 치루었다. 뮌헨은 연장전 끝에 극적인 승리를 거두고, 포칼 결승에 진출하였다.
2010년 5월 8일, 바이에른은 헤르타 BSC 베를린과의 분데스리가 최종전을 3-1로 마무리하고, 2009-10 시즌 우승을 거두었다. 그는 네덜란드인 감독으로는 분데스리가를 우승한 첫 감독이 되었다. 바이에른은 2010년 5월 15일, DFB-포칼 결승에서도 승리하고 더블을 달성하며, 네덜란드, 스페인, 독일 3개국에서 컵 우승을 경험한 감독이 되었다.
UEFA 챔피언스리그 2009-10에서는 맨체스터 유나이티드 FC와 8강전에서 합계 4-4로 원정 다득점 원칙에 따라 4강에 진출하였고, 올랭피크 리옹과의 4강전에서 합계 4-0의 스코어로 결승에 진출하였다. 바이에른 뮌헨은 결승전에서 조제 모리뉴가 이끄는 FC 인테르나치오날레 밀라노를 만났는데, 판 할은 FC 바르셀로나 시절 모리뉴를 그의 제자로 두고 있었다. 바이에른 뮌헨은 결승전에서 0-2로 패하여 트레블이 좌절되었고, 반대로 FC 인테르나치오날레가 이탈리아 최초의 트레블을 달성한 클럽이 되었다. 2010년 5월 25일, 카를하인츠 루메니게는 판 할 감독의 성과에 대해 만족하였고, 아직 계약기간이 1년 더 남았음에도 불구하고, 판 할에게 연장계약을 요구하였다.
판 할의 바이에른은 2010년 FIFA 월드컵 종료 직후, 14년 만에 다시 공식화된 DFL-슈퍼컵에서 승리하여 트로피를 획득하였다. 시즌 말 투표에서 판 할은 독일 프로 선수 조합 (VDV) 과 키커지에서 실시한 연간 독일 축구 선수 투표에서 올해의 감독으로 선정되었다.
더 나아가서, 판 할은 많은 리저브팀 출신 선수들을 선발 라인업에 집어넣었는데, 이들 중에는 토마스 뮐러, 홀거 바드스투버가 포함되었고, 바스티안 슈바인슈타이거를 윙어외에도 수비형 미드필더로 효율적으로 활용하였다.
2011년 3월 7일, 바이에른 뮌헨은 2010-11 시즌 종료 이후 판 할은 계약이 해지될 것이라고 발표하였지만, 2011년 4월 10일, 뮌헨이 3위 자리를 하노버 96에게 내주었고, 판 할은 본래 계획된 시기보다 일찍 해임되었다.

### 네덜란드 축구 국가대표팀 복귀 (2012-2014)
2012년, UEFA 유로 2012에서 전패로 대회를 마감한 베르트 판 마르베이크 감독에 이어, 판 할은 네덜란드 대표팀에 부임하였다. 그의 지휘아래 네덜란드 대표팀은 2014 브라질 월드컵 유럽 지역예선에서 D조 1위로 무난히 본선에 진출하였다. 2014 브라질 월드컵 직전에 부상선수들이 대거 나오고, 세대교체 시기가 맞물리고, 죽음의 조에 배치되는 등 네덜란드의 조기 탈락을 예상한 사람들이 많았지만, 판 할은 변칙 3-5-2 플랫폼과, 적재적소의 기용 등으로 예상을 훨씬 뛰어넘는 3위의 성적을 이룩했다. 그 과정에서 디펜딩 챔피언인 스페인을 5-1로 꺾고, 개최국 브라질을 3-0으로 꺾는 모습을 보였다.

### 맨체스터 유나이티드 FC (2014-2016)
판 할은 2014년 5월 19일에 맨체스터 유나이티드와 3년 계약을 맺고, 모예스의 후임으로 맨유의 새로운 사령탑으로 선임되었다.
맨유 감독으로 부임한 판 할은 2014 브라질 월드컵에서 네덜란드 대표팀을 이끌고 보여줬던 3-4-1-2 또는 3-5-2, 3-4-3 등 플랫3에 기반을 둔 전술을 맨유에 접목시키기 위해 주력하고 있는데다가 이번 미국 투어 때, 탁월한 전술과 경기력을 유지시켰으며, 맨유가 2014 기네스 인터내셔널 챔피언스컵 우승을 차지하는 전과를 올렸다.
시즌 초반에는 스리백과 본인만의 전술 등을 고집하여 팀의 성적은 좋지 않았지만, 시즌 중반에 들어서자 본인의 전술 고집을 버리고, 다시 포백 포메이션인 4-4-2로 전환하여 팀의 성적을 상위권으로 끌어올려 리그 순위인 4위를 기록, UEFA 챔피언스리그 PO 진출권을 확보하여 맨유가 2년 만에 챔피언스리그 복귀하는 큰 전과를 거두고 맨유에서의 첫 시즌을 마감하였다.
2015년 8월 8일에 있었던 토트넘과의 리그 개막전 경기에서 본인의 64번째 생일을 승리로 장식하였다. (맨유 1-0 토트넘, 맨유 승리)
8월 15일(한국시각 새벽)에 있었던 아스톤 빌라와의 리그 원정 경기에서 1-0 승리를 챙겨 2연승을 달렸지만, 맨유의 공격력에 의문을 남겼다. 그러자, 판 할 감독을 기자 회견에서 "그 점은 신경 쓰이지 않는다. 상대보다 더 많은 골을 넣었기 때문이다. 결과적으로 상대에게 많은 찬스를 허용하지 않았고, 모든 경기에서 상대보다 더 많은 찬스를 잡았다”고 말했다.
한 때는 완고한 성격으로 선수들과 종종 마찰을 빚은 바 있다. 최근에는 하파엘 다 실바의 이적 과정에서 맨유 선수들이 불만을 품은 것으로 알려지면서 불화설이 제기되기도 했다. 당시 판 할 감독은 하파엘을 존중하지 않는 듯한 행동을 했고, 이에 웨인 루니와 마이클 캐릭이 대화 요청을 했지만 받아들여지지 않은 것으로 알려졌다. 그러자, 판 할 감독은 11일 영국 ‘스카이스포츠’와의 인터뷰에서 “모든 선수들과 대화를 나누고 있다. 그들은 거리낌 없이 사무실로 찾아오며, 나에 대한 믿음을 가지고 있다”면서 “나는 독재자가 아니다. 선수들과의 소통에 항상 열려있는 사람”이라고 해명하였다. 하지만 이 과정에서 앙헬 디 마리아와 척을 지게 되었고 결국 견디다 못한 디 마리아는 파리 생제르맹으로 교도소를 탈옥하듯 이적했다.
15-16시즌에는 수비력을 올리고 안정적인 경기를 하였지만 공격전개가 단조로워서 스콜스 등 맨유 레전드로부터 맨유의 전통적인 공격적인 축구를 구사하지 못한다며 비판을 받기도 하였다. 팬들로부터는 "재미없는 축구"를 한다며 비판을 받았고, 결국 12월 9일(한국시각)에 있었던 15-16 챔피언스리그 16강 진출에 실패하는 등 맨유 팬들에게 경질 압박을 받고 있고, 노리치 전에 패배에 이어 12월 26일(한국시각)에 있었던 스토크 시티와의 원정 경기에서 0-2로 패했으며, 유로파리그에서 리버풀에게 패하여 8강 진출 실패한데다가 웨스트 햄과의 리그 원정 경기에서 2-3 역전패를 당하여 다음 시즌 챔피언스리그 진출이 좌절되어, 리그 5위를 기록한 맨유는 다음 시즌 유로파리그로 진출하게 되었다. 그 후, 판 할은 맨유 팬들로부터 감독직에서 물러나라는 야유를 받기도 하였다.
2016년 5월 22일(한국 시각) 크리스털 팰리스와의 FA컵 결승전에서 2-1 역전승을 이루고 맨체스터 유나이티드 부임 후 첫 트로피를 들어올렸다.
그러나 FA컵 우승 직후, 영국 BBC와 스카이스포츠 측에서 "판 할이 경질되고 무리뉴가 차기 맨유 감독으로 내정되었다."라는 기사를 내었고, 판 할 또한 해임을 인정하였다.
그 후, 이틀 뒤인 5월 24일 맨체스터 유나이티드는 공식 홈페이지를 통해 판 할 감독과의 이별을 알렸다.

### 네덜란드 축구 국가대표팀 두 번째 복귀 (2021-2022)
2021년 8월 4일 감독직 은퇴 번복을 하고 네덜란드 축구 국가대표팀을 2022년 FIFA 월드컵까지 맡게 됐다.
2020년에 전립선암 판정을 받았다는 사실을 뒤늦게 밝혔다.
조별리그에서 카타르와 세네갈을 이기고 에콰도르와 비겨 조 1위로 16강에 진출했다. 16강에서는 그다지 어렵지 않은 미국을 만나 쉽게 이기고 8강에 진출했으나 8강에서 우승후보 중 하나이자 실제로도 이 월드컵에서 우승한 아르헨티나를 만나 엄청난 고전과 더불어 주심으로 배정된 안토니오 마테우 라오스 심판이 경기를 난장판으로 만든 탓에 승부차기까지 갔다. 하지만 아르헨티나에는 명 골키퍼인 에밀리아노 마르티네스가 있었고 네덜란드는 첫 2명의 키커부터 에밀리아노 마르티네스에게 막히면서 승부차기를 패배해 8년 전과 똑같이 아르헨티나에 밀려 다음 라운드 진출이 좌절되었다.
카타르 월드컵을 끝으로 71세의 고령과 전립선암이라는 지병까지 겹치며 축구 감독에서 은퇴했다.

## 감독 철학

### 과거 철학
2008년에 그가 밝힌 시스템에 대해 판 할은 다음과 같이 인터뷰하였다: "시스템이라기보다 철학이다. 이 시스템은 현재 가지고 있는 선수들에 의해 좌우된다. 나는 아약스에서 4-3-3을, 바르셀로나에서 2-3-2-3을, 그리고 AZ에서 4-4-2를 사용하였다. 내 전략은 팀의 환경에 맞추어 유연하나, 철학은 항상 동일하다. 나는 모든 상황에서 단 하나의 방식으로 나가기 어려울 것이라고는 알고있다. 당신은 생각의 전환이 필요하고, 선수가 감독을 어떻게 보는지에 대해 역지사지할 필요가 있다. 감독은 팀내에서 가장 주목밭는 자이지만 개방적인 생각이 필요하고, 모든 선수들도 감독과 같은 생각을 갖추어야 한다. 모든 팀원은 공동의 목표를 위해 협동하여야 한다. 전술적 포메이션을 짜는 것은 가장 중요한 부분이다. 각 선수들은 어디에 위치할 지를 알아야 하고, 이것이 왜 공동적인 이해가 필요하며, 절대적인 훈련이 필요한 이유이다. 축구는 22명이 하는 최고의 스포츠로, 이 중 11명의 상대가 팀으로 협동하여 상대한다. 각 팀원들은 다른 팀원들을 도와 어떻게 상대를 제압할지를 알아야 한다.

### 현재 철학
미드필드진영에서 페널티박스안으로의 모험적인 패스 보다는 수비수에게 안전한 패스를 해 점유율을 높게 가져간 후에 수비수나 골기퍼의 롱패스로 공격수의 머리를 노리는 전략을 사용한다.

## 기타
- 아르헨티나 축구 국가대표팀의 주전 골키퍼인 세르히오 로메로는 AZ 알크마르 시절 그의 제자이다. 로메로는 2014년 FIFA 월드컵 준결승에서 스승의 조국 네덜란드를 승부차기 끝에 격파한 뒤 자신의 스승인 루이 판 할에게 이 정도까지 성장시켜줘서 고맙다고 인사를 했다. 판 할은 자신이 정성껏 키운 자신의 제자로 인해서 자신의 국가대표가 결승 진출에 실패하자 씁쓸한 표정을 지었다. 그리고 맨체스터 유나이티드로 이적한 뒤 로메로를 영입했다.
- 반면 앙헬 디 마리아와는 사이가 매우 나쁘다. 디마리아가 맨체스터 유나이티드에 영입되었을 때 판 할은 계속해서 디 마리아를 디 마리아 본인이 원하지 않는 포지션에 우겨넣어 배치하는 행동을 반복했고 이 때문에 디 마리아가 맨체스터 유나이티드 최악의 7번 선수가 되고 말았다. 디 마리아는 판 할을 선수를 어떻게 사용하는지도 모르는 주제에 감독을 한다.면서 비난하는 반면 판 할은 이에 대한 답변으로 그렇게 생각하는 건 이 지구상에 앙헬 너 뿐이다.로 일축했다. 하지만 앙헬 디 마리아가 그 월드컵 결승전에서 맹활햑 해 아르헨티나 축구 국가대표팀을 FIFA 월드컵 3번째 우승을 달성 시킴으로서 자신의 말에 책임을 졌다.

## 경력 통계

### 선수
| 클럽 경력 | 클럽 경력         | 클럽 경력  | 리그 | 리그 | 컵   | 컵 | 클럽대항전 | 클럽대항전 | 합계 | 합계 |
| 시즌      | 클럽              | 리그       | 출장 | 골   | 출장 | 골 | 출장       | 골         | 출장 | 골   |
| --------- | ----------------- | ---------- | ---- | ---- | ---- | -- | ---------- | ---------- | ---- | ---- |
| 1971–72   | AFC 아약스        | 에레디비시 | 0    | 0    |      |    |            |            | 0    | 0    |
| 1972–73   | AFC 아약스        | 에레디비시 | 0    | 0    |      |    |            |            | 0    | 0    |
| 1973–74   | 로열 앤트워프 FC  | 1부 리그   | 10   | 2    | 3    | 0  |            |            | 12   | 2    |
| 1974–75   | 로열 앤트워프 FC  | 1부 리그   | 3    | 0    | 6    | 0  |            |            | 9    | 2    |
| 1975–76   | 로열 앤트워프 FC  | 1부 리그   | 19   | 4    | 2    | 0  | 4          | 0          | 25   | 6    |
| 1976–77   | 로열 앤트워프 FC  | 1부 리그   | 10   | 1    | 1    | 0  |            |            | 11   | 1    |
| 1977–78   | 텔스타            | 에레디비시 | 25   | 1    |      |    |            |            | 25   | 1    |
| 1978–79   | 스파르타 로테르담 | 에레디비시 | 31   | 5    |      |    |            |            | 31   | 5    |
| 1979–80   | 스파르타 로테르담 | 에레디비시 | 33   | 1    |      |    |            |            | 33   | 1    |
| 1980–81   | 스파르타 로테르담 | 에레디비시 | 33   | 5    |      |    |            |            | 33   | 5    |
| 1981–82   | 스파르타 로테르담 | 에레디비시 | 24   | 1    |      |    |            |            | 24   | 1    |
| 1982–83   | 스파르타 로테르담 | 에레디비시 | 33   | 5    |      |    |            |            | 33   | 5    |
| 1983–84   | 스파르타 로테르담 | 에레디비시 | 34   | 2    |      |    | 6          | 0          | 40   | 2    |
| 1984–85   | 스파르타 로테르담 | 에레디비시 | 30   | 4    | 3    | 0  |            |            | 33   | 4    |
| 1985–86   | 스파르타 로테르담 | 에레디비시 | 31   | 3    |      |    | 4          | 0          | 35   | 3    |
| 1986–87   | AZ 알크마르       | 에레디비시 | 17   | 0    |      |    |            |            | 17   | 0    |
| 경력 합계 | 경력 합계         | 경력 합계  | 331  | 34   | 15   | 4  | 14         | 0          | 360  | 38   |

### 감독
| 팀                       | 취임            | 해임            | 기록 | 기록 | 기록 | 기록 | 기록     |
| 팀                       | 취임            | 해임            | 전   | 승   | 무   | 패   | 승률 (%) |
| ------------------------ | --------------- | --------------- | ---- | ---- | ---- | ---- | -------- |
| AFC 아약스               | 1991년 9월 28일 | 1997년 6월 30일 | 286  | 196  | 51   | 39   | 68.53    |
| FC 바르셀로나            | 1997년 7월 1일  | 2000년 5월 20일 | 166  | 92   | 30   | 44   | 55.42    |
| 네덜란드 축구 국가대표팀 | 2000년 7월 7일  | 2002년 1월 31일 | 14   | 8    | 4    | 2    | 57.14    |
| FC 바르셀로나            | 2002년 7월 1일  | 2003년 1월 28일 | 30   | 16   | 5    | 9    | 53.33    |
| AZ 알크마르              | 2005년 7월 1일  | 2009년 6월 30일 | 174  | 101  | 37   | 36   | 58.05    |
| FC 바이에른 뮌헨         | 2009년 7월 1일  | 2011년 4월 10일 | 77   | 47   | 16   | 14   | 61.04    |
| 네덜란드 축구 국가대표팀 | 2012년 7월 6일  | 2014년 5월 18일 | 29   | 18   | 9    | 2    | 62.07    |
| 맨체스터 유나이티드      | 2014년 5월 19일 | 2016년 5월 24일 | 104  | 56   | 24   | 24   | 51.03    |
| 네덜란드 축구 국가대표팀 | 2021년 8월 21일 | 2022년 12월 9일 | 20   | 14   | 6    | 0    | 70.00    |

## 수상

#### AFC 아약스
- 에레디비시 3회: 1993–94, 1994–95, 1995–96
- KNVB 컵 1회: 1992–93
- 요한 크라위프 샬 3회: 1993, 1994, 1995
- UEFA 챔피언스리그 1회: 1994–95, 준우승 (1995-96)
- UEFA 컵 1회: 1991–92
- UEFA 슈퍼컵 1회: 1995
- 인터콘티넨털컵 1회: 1995

#### FC 바르셀로나
- 라 리가 2회: 1997–98, 1998–99
- 코파 델 레이 1회: 1997–98
- UEFA 슈퍼컵 1회: 1997

#### AZ 알크마르
- 에레디비시 1회: 2008-09

#### FC 바이에른 뮌헨
- 분데스리가 1회: 2009-10
- DFB-포칼 1회: 2009-10
- DFL-슈퍼컵 1회: 2010
- UEFA 챔피언스리그 준우승 : 2009-10

#### 맨체스터 유나이티드 FC
- FA컵 1회 : 2015-16

#### 네덜란드 국가대표팀
- FIFA 월드컵 3위 : 2014

## 개인 수상
- 리뉘스 미헐스 상 2회: 2007, 2009[35]
- 네덜란드 올해의 스포츠 감독 상 2회: 2009[36], 2014
- 독일 올해의 축구 감독 1회: 2010[31]
- 네덜란드 커리어 평생 공로상 : 2017
- 월드사커 올해의 감독 : 1995
- 옹즈도르 올해의 감독 : 1995
- 유럽 올해의 감독 : 1995
- ESM 올해의 감독 : 1995
- 엘파이스 올해의 감독 : 1995
- VDV 올해의 감독 : 2009-10
- 에레디비시 Oeuvre Award : 2023
- 프랑스풋볼 역대 최고의 감독 18위 : 2019
- Anton Geesink Award : 2015
- 오랑예 나사우 훈장 : 1997

## 같이 보기
- UEFA 챔피언스리그 우승 감독 목록